# Ragnar Jansson

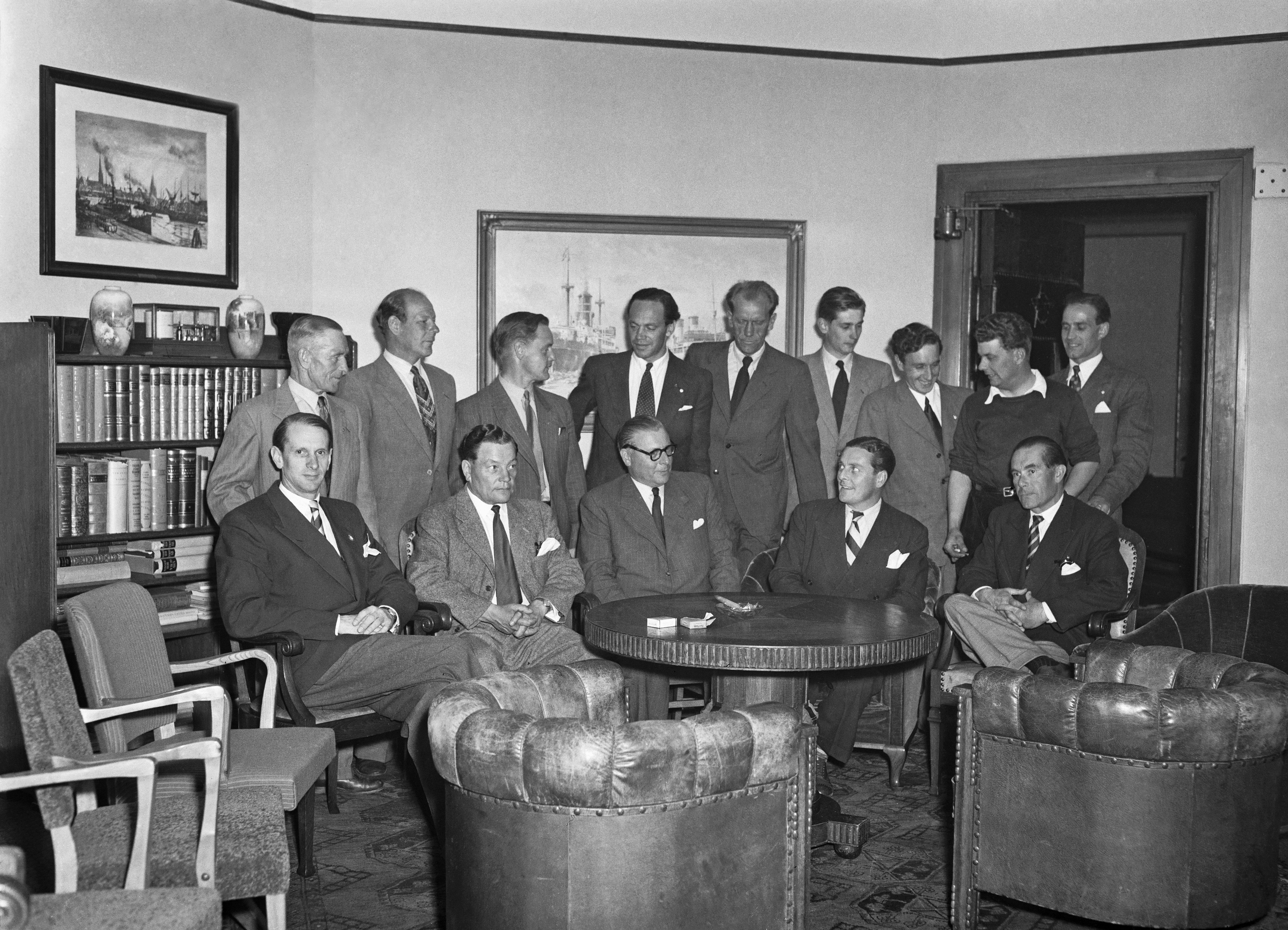
Die finnischen Olympia-Segler 1952. Sitzend von links nach rechts: Mannschaftsführer Rote Hellström, die Rudergänger Ernst Westerlund, Hans Dittmar, René Nyman und Eric Fabricius. Stehend von links nach rechts: Paul Sjöberg, Adolf Konto, Rolf Turkka, Christian Ilmoni, Ragnar Jansson, Erik Stadigh, Leo Nagornoff, Aarne Castrén und Bror Johansson.

Ragnar Rafael Jansson (* 1. Oktober 1908 in Helsinki; † 9. September 1977 ebenda) war ein finnischer Segler.

## Erfolge
Ragnar Jansson, der für Merenkävijät segelte, nahm zweimal an Olympischen Spielen in der 6-Meter-Klasse teil. Bei den Olympischen Spielen 1948 in London belegte er als Crewmitglied der Raili noch den neunten Platz, ehe er vier Jahre darauf in Helsinki mit der Ralia Dritter wurde. Gemeinsam mit den übrigen Crewmitgliedern Adolf Konto, Paul Sjöberg und Rolf Turkka sowie Skipper Ernst Westerlund sicherte er sich hinter den US-Amerikanern um Herman Whiton und dem von Finn Ferner angeführten norwegischen Boot die Bronzemedaille.